# Gephyromantis schilfi
Gephyromantis schilfi är en groddjursart som först beskrevs av Frank Glaw och Miguel Vences 2000.  Gephyromantis schilfi ingår i släktet Gephyromantis och familjen Mantellidae. IUCN kategoriserar arten globalt som sårbar. Inga underarter finns listade i Catalogue of Life.